# Championnat de Yougoslavie de football 1929
Navigation
Saison précédente Saison suivante
La saison 1929 du championnat de Yougoslavie de football était la septième édition du championnat de première division en Yougoslavie. Cinq clubs prennent part à la compétition et sont regroupées en une poule unique où ils affrontent deux fois leurs adversaires, à domicile et à l'extérieur.
C'est le club de Hajduk Split qui remporte la compétition, en terminant en tête du classement final du championnat avec deux points d'avance sur le BSK Belgrade et quatre sur le SK Jugoslavija. C'est le 2e titre de champion de Yougoslavie de l'histoire du club.

## Les clubs participants
| - HASK Zagreb - Hajduk Split - BSK Belgrade - SK Jugoslavija - Građanski |

## Compétition

### Classement
Le classement est effectué en utilisant le barème classique (victoire à 2 points, match nul un point, défaite zéro point).
| Rang | Équipe         | Pts | J | G | N | P | Bp | Bc | Diff |
| ---- | -------------- | --- | - | - | - | - | -- | -- | ---- |
| 1    | Hajduk Split   | 12  | 8 | 5 | 2 | 1 | 25 | 15 | +10  |
| 2    | BSK Belgrade   | 10  | 8 | 4 | 2 | 2 | 18 | 16 | +2   |
| 3    | SK Jugoslavija | 8   | 8 | 3 | 2 | 3 | 14 | 10 | +4   |
| 4    | HAŠK Zagreb    | 7   | 8 | 3 | 1 | 4 | 15 | 15 | 0    |
| 5    | Građanski (T)  | 3   | 8 | 1 | 1 | 6 | 8  | 24 | -16  |

|  | Champion de Yougoslavie 1929 |
|  | (T) : Tenant du titre        |

## Bilan de la saison
| Championnat de Yougoslavie de football 1929                             |                         |
| Champion                                                                | Hajduk Split (2e titre) |
| Promotions et relégations                                               |                         |
| Promus en Prva Liga                                                     | Aucun                   |
| Relégués en Championnat de Yougoslavie de football de deuxième division | Aucun                   |